# Five Children and It
Five Children and It (Brasil: 5 Criaturas e a Coisa ) é um filme lançado em 2004 baseado no livro de mesmo nome dirigido por John Stephenson. 

## Sinopse
Cinco irmãos se hospedam na casa do tio. No local, a família tem uma série de normas e regras. Dentre elas: jamais entrar na estufa. Mas Robert (Freddie Highmore) não contém seu desejo de saber o que pode ter naquele lugar e encontra em seu interior uma passagem secreta para uma praia mágica.

## Elenco
- Tara FitzGerald ... Mãe
- Freddie Highmore ... Robert
- Alex Jennings ... Pai
- Jonathan Bailey ... Cyril
- Jessica Claridge ... Anthea
- Poppy Rogers ... Jane
- Alec Muggleton ... Lamb
- Zak Muggleton ... Lamb
- Zoë Wanamaker ... Martha
- Kenneth Branagh ... Tio Albert
- Alexander Pownall ... Horace
- Robert Tygner ... Fada da Areia (performance)
- Eddie Izzard ... Fada da Areia (voz)
- Georgio Serafini ... Sr. Bialli
- John Sessions ... Peasemarsh
- Kim Fenton ... RFC Flier
- Norman Wisdom ... Nesbitt
- Duncan Preston ... Sargento

## Recepção
No agregador de críticas Rotten Tomatoes, na pontuação onde a equipe do site categoriza as opiniões da grande mídia e da mídia independente apenas como positivas ou negativas, tem um índice de aprovação de 63% calculado com base em 8 comentários dos críticos. Por comparação, com as mesmas opiniões sendo calculadas usando uma média aritmética ponderada, a nota alcançada é 5,4/10.
A revista Empire afirmou que é "um filme família refrescante e uma vez que você está no comprimento de onda, Izzard é um prazer", dando ao filme em 3 de 5 estrelas. Time Out Londres deu um elogio menor, afirmando que o elenco é "misturado" através de suas partes "e lamentando os efeitos especiais, mas louvando Eddie Izzard."

## Prêmios e indicações
- BAFTA Awards 2005 - Venceu - Anthony Asquith Award para melhor compositor revelação (britânico) (TV) - Jane Antonia Cornish
- Heartland Film Festival - 2005 - Venceu - Crystal Heart Award